# Nicolae Paulescu
Nicolae Constantin Paulescu (8 de noviembre de 1869, Bucarest - 19 de julio de 1931, ibíd.) fue un fisiólogo, profesor de medicina y político rumano, conocido por su trabajo sobre la diabetes, particularmente por haber descubierto una hormona antidiabética segregada por el páncreas, que posteriormente se conocería como insulina. En su faceta política, fue cofundador, junto con A. C. Cuza, de la Unión Cristiana Nacional, y posteriormente de la Liga para la Defensa Nacional-Cristiana, un partido de ultraderecha rumano.

## Biografía

### Primeros años
Nicolae Paulescu nació en Bucarest. Fue el primero de los cuatro hijos de Costache y Maria Paulescu. Mostró una notable habilidad para los idiomas, el dibujo, la música y las ciencias naturales desde una edad temprana. Aprendió francés, latín y griego antiguo, y posteriormente sería capaz de leer obras literarias clásicas en latín y griego en el original. Terminó sus estudios de secundaria en el instituto Mihai Viteazul (Bucarest) en 1888.

### Actividad médica
En otoño de 1888, marchó a París y estudió medicina. En 1897 se doctoró con la tesis Recherches sur la structure de la rate («Investigaciones sobre la estructura del bazo»). También estudió química y fisiología en la facultad de Ciencias de París y obtuvo igualmente un título de doctor en ciencias. Enseguida empezó a trabajar como cirujano asistente en el Hospital de Nuestra Señora del Perpetuo Socorro de París.
En 1900 regresó a Rumania, donde permaneció hasta su muerte en 1931 como director del Departamento de Fisiología de la Facultad de Medicina de la Universidad de Bucarest y profesor de Medicina Clínica del Hospital San Vicente de Paúl de Bucarest.
En 1916, desarrolló con éxito un extracto pancreático acuoso que, al inyectarlo en un perro diabético, consiguió normalizar su nivel de azúcar en sangre. Poco después de completar los experimentos, y en plena Primera Guerra Mundial, el ejército rumano lo llamó a filas, por lo que no pudo publicar sus resultados hasta cinco años más tarde. En marzo de 1921, redactó un informe de sus investigaciones, particularmente sobre el aislamiento de la pancreína en la Sociedad de Biología de Bucarest. En agosto, publicó sus resultados en francés en los Archives Internationales de physiologie, de biochimie et de biophysique en un artículo titulado Recherches sur le rôle du pancreas dans l’assimilation nutritive («Investigaciones sobre el papel del páncreas en la asimilación nutritiva»). El método descrito por Paulescu para preparar su extracto pancreático fue similar al descrito por el estadounidense Israel S. Kleiner en un artículo publicado en 1919 en Journal of Biological Chemistry. Paulescu se aseguró los derechos de patente de su método de obtención de la pancreína el 10 de abril de 1922 (patente n.º 6254) ante el Ministerio de Industria y Cultura de Rumania.

### Actividad política
Paulescu redactó y editó textos antisemitas y antimasónicos, y fundó en 1919 Centinela de la consciencia nacional, que dio lugar en 1922 a la Unión Nacional Cristiana, cuyos objetivos esenciales fueron la expulsión de los judíos de Rumania hacia Palestina, el reagrupamiento forzado de los romaníes en «zonas de trabajo» y la lista negra de masones. La UNC se transformó en la Liga para la Defensa Nacional-Cristiana (LANC) un año después. Tras una escisión en 1927, este partido antisemita daría lugar a la Guardia de Hierro, que accedería al poder en 1940 y promulgaría una legislación dictatorial, racista y antisemita.

Tricolour with a swastika - the flag standard of the Paulescu's "National Christian Party"

.

## Homenajes y reconocimientos

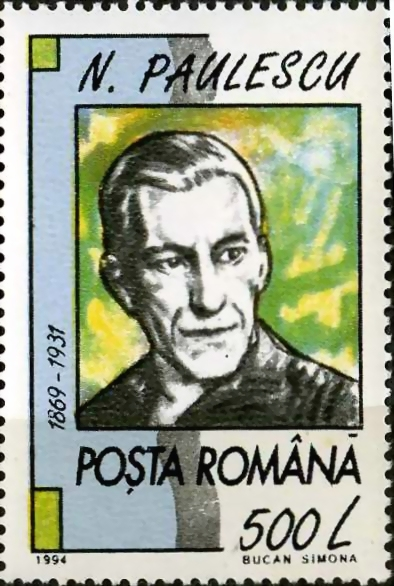
Sello en honor de Paulescu.

Paulescu murió en 1931 en Bucarest. Fue enterrado en el Cementerio de Bellu.
En 1990, fue elegido de forma póstuma miembro de la Academia Rumana.
El 3 de marzo de 1993, por el decreto n.º 273 del Ministerio de Sanidad, el Instituto de Diabetes, Nutrición y Enfermedades Metabólicas de Bucarest fue nombrado en su honor (Institutul de Diabet, Nutriţie şi Boli Metabolice "N. C. Paulescu"), por iniciativa del profesor y doctor Iulian Mincu.
El 27 de junio de 1993, en Cluj Napoca, se dedicó un matasellos en su honor con ocasión del Día Mundial de la Diabetes. También se le homenajeó en un sello emitido en Rumania en 1994, uno de una serie de siete sellos en honor a diversos rumanos célebres.